# مستشفى طرابلس المركزي
مستشفى طرابلس المركزي المعروف باسم مستشفى شارع الزاوية، هو مستشفى حكومي ليبي يقع داخل مدينة طرابلس ويعتبر ثاني أكبر مستشفى في العاصمة. يقع في قلب المدينة، ويحتل كتلة كاملة بين شارعي: شارع الزاوية وشارع السيدي.
يضم القسم أقدم مركز لعلاج الصدمات النفسية في طرابلس، وكذلك برنامج زراعة الأعضاء الأول والوحيد في ليبيا.

## التاريخ
المستشفى أقيم فوق قطعة أرض في شارع السيدي كانت مركز لتجمع عيادات مكافحة السل في طرابلس إبان العشرينيات من القرن الماضي.
كانت هذه العيادات تعرف قديما باسم (الصومعة الحمراء)، وسبب تسمية هذه العيادات بهذا الاسم هو قربها من مسجد الصومعة الحمراء في شارع السيدي، والذي كانت مئذنته حمراء اللون.
المبنى الحالي يعود لفترة الاحتلال الإيطالي في ليبيا، وكان يعرف في تلك الفترة باسم (مستشفى فيتوريو عمانويل الثالث)، وترأس الخدمة في المستشفى في تلك الفترة أطباء إيطاليون.
أبرز هؤلاء الأطباء توماسو كازوني (1880-1933)، الذي عمل بالمستشفى في الفترة ما بين (1912-1932)، وصاحب الاختبار الطبي المعروف باسم اختبار كازوني للكشف عن داء المشوكات.
لا يزال المبنى الرئيسي للمستشفى قائما حتى اليوم ويحتله قسم الجراحة بالمستشفى.

## حاليا
المستشفى لا يزال يعتبر المركز الرئيسي في وسط العاصمة لعلاج الصدمات النفسية، حيث كان في فترة العقود الثلاث الأخيرة من القرن العشرين المركز الوحيد في طرابلس لعلاج هذه الحالات.
المستشفى هو أحد المستشفيين التعليميين الرئيسين لجامعة طرابلس رفقة مركز طرابلس الطبي.
في سنة 2005 بدأ مشروع زراعة الأعضاء الوطني الليبي، واتخذ من قسم الجراحة القديم بالمستشفى مركزا لإجراء عمليات زراعة الأعضاء.